# Habenaria heringeri
Habenaria heringeri är en orkidéart som beskrevs av Guido Frederico João Pabst. Habenaria heringeri ingår i släktet Habenaria och familjen orkidéer. Inga underarter finns listade i Catalogue of Life.